# Fiscal General de Nova York
El Fiscal General de Nova York és el principal oficial jurídic de l'estat de Nova York i cap del Departament de Dret del govern estatal. L'oficina ha existit d'alguna forma des de 1626, sota el govern colonial holandès de Nova York.
La demòcrata Letitia James és actualment la Fiscal General, en el càrrec des de l'1 de gener de 2019.

## Funcions
El Fiscal General assessora al poder executiu del govern estatal i defensa les accions i procediments en nom de l'estat. El Fiscal General actua independentment del Governador de Nova York. Les regulacions del departament estan recopilades en el títol 13 dels New York Codes, Rules and Regulations (NYCRR, en català: Codis, Regles i Regulacions de Nova York).

## Organització
Les funcions jurídiques del Departament de Dret es divideixen principalment en cinc grans divisions: Apel·lacions i Opinions, Advocat de l'Estat, Justícia Penal, Justícia Econòmica i Justícia Social.